# Taça de Portugal 1959-1960
La Taça de Portugal 1959-1960 fu la 20ª edizione della Coppa di Portogallo. Il Belenenses conquistò il suo secondo successo di coppa nazionale, riuscendo a sconfiggere nella finale del 3 luglio 1960 i concittadini dello Sporting Lisbona allo Stadio nazionale di Jamor.

## Squadre partecipanti
In questa edizione erano presenti tutte le squadre di Primeira Divisão e di Segunda Divisão e i campioni delle Azzorre e di Mozambico i quali andarono direttamente ai quarti.

### Primeira Divisão

#### 14 squadre
| - Académica - Atlético CP - Belenenses - Benfica - Boavista | - Braga - Covilhã - CUF Barreiro - Leixões - Lusitano | - Porto - Sporting Lisbona - Vitória Guimarães - Vitória Setúbal |

### Segunda Divisão

#### 28 squadre
| - Académico de Viseu - Almada - Arroios - Barreirense - Beira-Mar - Caldas - Chaves | - Desportivo Beja - Espinho - Estoril Praia - Farense - Juventude de Évora - Lusitano VRSA - Marinhense | - Montijo - Olhanense - Olivais - Oliveirense - Oriental Lisbona - Peniche - Portimonense | - Salgueiros - Sanjoanense - Serpa - Torreense - União de Coimbra - Vianense - Vila Real |

### Altre partecipanti
- Angrense (campione delle Azzorre)
- Sporting L. Marques (campione di Mozambico)

## Primo turno
|                    | Risultato |                    | Andata | Ritorno | Spareggio |  |
| ------------------ | --------- | ------------------ | ------ | ------- | --------- |  |
| Covilhã            | 3 - 2     | União de Coimbra   | 1 - 0  | 2 - 2   |           |  |
| Braga              | 11 - 3    | Juventude de Évora | 5 - 1  | 6 - 2   |           |  |
| Olivais            | 3 - 5     | Oriental Lisbona   | 3 - 1  | 0 - 4   |           |  |
| Serpa              | 1 - 6     | Vila Real          | 0 - 2  | 1 - 4   |           |  |
| Portimonense       | 4 - 3     | Boavista           | 3 - 0  | 1 - 3   |           |  |
| Farense            | 5 - 4     | Peniche            | 3 - 1  | 2 - 3   |           |  |
| Beira-Mar          | 1 - 10    | Porto              | 0 - 1  | 1 - 9   |           |  |
| Sanjoanense        | 2 - 1     | Montijo            | 2 - 1  | 0 - 0   |           |  |
| Salgueiros         | 5 - 2     | Marinhense         | 5 - 0  | 0 - 2   |           |  |
| Oliveirense        | 4 - 2     | Caldas             | 2 - 0  | 2 - 2   |           |  |
| Lusitano           | 16 - 3    | Arroios            | 9 - 3  | 7 - 0   |           |  |
| Lusitano VRSA      | 0 - 7     | Espinho            | 0 - 0  | 0 - 7   |           |  |
| Leixões            | 1 - 5     | Sporting Lisbona   | 1 - 3  | 0 - 2   |           |  |
| Barreirense        | 4 - 3     | Torreense          | 3 - 2  | 1 - 1   |           |  |
| Estoril Praia      | 3 - 4     | Vianense           | 2 - 1  | 1 - 3   |           |  |
| CUF Barreiro       | 1 - 4     | Vitória Setúbal    | 0 - 2  | 1 - 2   |           |  |
| Desportivo Beja    | 1 - 13    | Benfica            | 0 - 8  | 1 - 5   |           |  |
| Atlético CP        | 2 - 6     | Belenenses         | 2 - 3  | 0 - 3   |           |  |
| Almada             | 4 - 4     | Chaves             | 3 - 1  | 1 - 3   | 0 - 3     |  |
| Académico de Viseu | 4 - 6     | Vitória Guimarães  | 3 - 0  | 1 - 6   |           |  |
| Académica          | 1 - 3     | Olhanense          | 1 - 0  | 0 - 3   |           |  |

## Secondo turno
- Farense

|                   | Risultato |             | Andata | Ritorno | Spareggio |  |
| ----------------- | --------- | ----------- | ------ | ------- | --------- |  |
| Vitória Setúbal   | 5 - 5     | Covilhã     | 2 - 2  | 3 - 3   | 1 - 5     |  |
| Vitória Guimarães | 8 - 1     | Sanjoanense | 5 - 1  | 3 - 0   |           |  |
| Sporting Lisbona  | 9 - 2     | Espinho     | 2 - 0  | 7 - 2   |           |  |
| Braga             | 4 - 1     | Vila Real   | 3 - 0  | 1 - 1   |           |  |
| Portimonense      | 1 - 3     | Vianense    | 1 - 1  | 0 - 2   |           |  |
| Salgueiros        | 3 - 4     | Chaves      | 2 - 0  | 1 - 4   |           |  |
| Oriental Lisbona  | 1 - 11    | Porto       | 0 - 2  | 1 - 9   |           |  |
| Oliveirense       | 2 - 8     | Benfica     | 2 - 3  | 0 - 5   |           |  |
| Lusitano          | 2 - 7     | Belenenses  | 1 - 4  | 1 - 3   |           |  |
| Barreirense       | 2 - 0     | Olhanense   | 2 - 0  | 0 - 0   |           |  |

## Terzo turno
- Vitória Guimarães

|                  | Risultato |             | Andata | Ritorno | Spareggio |  |
| ---------------- | --------- | ----------- | ------ | ------- | --------- |  |
| Vianense         | 1 - 8     | Benfica     | 1 - 2  | 0 - 6   |           |  |
| Sporting Lisbona | 9 - 4     | Farense     | 6 - 0  | 3 - 4   |           |  |
| Covilhã          | 1 - 6     | Porto       | 1 - 1  | 0 - 5   |           |  |
| Braga            | 0 - 2     | Belenenses  | 0 - 1  | 0 - 1   |           |  |
| Chaves           | 1 - 1     | Barreirense | 1 - 1  | 0 - 0   | 1 - 3     |  |

## Quarti di finale
|                  | Risultato |                     | Andata | Ritorno |  |
| ---------------- | --------- | ------------------- | ------ | ------- |  |
| Sporting Lisbona | 5 - 2     | Vitória Guimarães   | 4 - 0  | 1 - 2   |  |
| Barreirense      | 0 - 4     | Porto               | 0 - 0  | 0 - 4   |  |
| Benfica          | 12 - 0    | Angrense            | 2 - 0  | 10 - 0  |  |
| Belenenses       | 9 - 0     | Sporting L. Marques | 6 - 0  | 3 - 0   |  |

## Semifinali
|                  | Risultato |            | Andata | Ritorno |  |
| ---------------- | --------- | ---------- | ------ | ------- |  |
| Sporting Lisbona | 3 - 0     | Benfica    | 3 - 0  | 0 - 0   |  |
| Porto            | 2 - 3     | Belenenses | 1 - 3  | 1 - 0   |  |

## Finale
| Arbitro: | Clemente Henriques (Oporto) |

|                          |           |             |
| Carvalho 32’ Matateu 62’ | Marcatori | 18’ Arizaga |

| Belenenses | Sporting CP |

### Formazioni
| Belenenses  |   |                    |
|             |   |                    |
| POR         | 1 | José Pereira       |
| DIF         |   | Raul Moreira       |
| DIF         |   | João Rosendo       |
| CEN         |   | Vicente Lucas      |
| CEN         |   | Manuel Castro      |
| CEN         |   | Francisco Pires () |
| ATT         |   | António Carvalho   |
| ATT         |   | Estevão Mansidão   |
| ATT         |   | Iaúca              |
| ATT         |   | Matateu            |
| ATT         |   | Tonho              |
| Sostituiti: |   |                    |
| Allenatore: |   |                    |
| Otto Glória |   |                    |

| Sporting Lisbona |   |                 |
|                  |   |                 |
| POR              | 1 | Octávio de Sá   |
| DIF              |   | Hilário ()      |
| DIF              |   | Mário Lino      |
| DIF              |   | Lúcio Soares    |
| CEN              |   | David Júlio     |
| CEN              |   | Fernando Mendes |
| ATT              |   | Diego Arizaga   |
| ATT              |   | Vadinho         |
| ATT              |   | Juan Seminario  |
| ATT              |   | Hugo Sarmento   |
| ATT              |   | Faustino Pinto  |
| Sostituiti:      |   |                 |
| Allenatore:      |   |                 |
| Alfredo González |   |                 |